# Jazz da camera
Il jazz da camera è un genere di jazz che coinvolge piccoli gruppi acustici dove l'interazione di gruppo è importante. È influenzato esteticamente dai piccoli gruppi di musica da camera del Neoclassicismo musicale ed è spesso influenzato dalle forme classiche della musica occidentale così come dalla musica o dalla cultura non occidentale. Detto questo, in molti casi l'influenza è invece quella della musica tradizionale celtica, della musica popolare dell'Europa centrale o della musica latinoamericana.

## Storia
Il bassista americano John Kirby (1908-1952) è probabilmente il primo musicista di jazz da camera con un sestetto da lui guidato negli anni '30 e '40. Tuttavia, molti altri primi esponenti ebbero origine in Europa, quindi importanti compositori neoclassici europei, come Igor' Stravinskij, sono importanti. La ECM Records tedesca ha avuto un ruolo in questo a partire dalla fine degli anni '60. È nota anche per l'utilizzo di strumenti normalmente non associati al jazz. Ad esempio, il jazz da camera farà uso dell'oboe, del mandolino, del cimbalom o della tabla.
Le influenze o la strumentazione non occidentali fanno del jazz da camera una specie di world music. In altre occasioni la fusione del neoclassico con il jazz è considerata New Age e diversi album di jazz da camera sono stati pubblicati dalla Windham Hill Records. La stessa Windham Hill fu cofondata da un musicista legato al jazz da camera e inizialmente era conosciuta per la musica folk o la world music.
Il termine è anche usato, a volte, per indicare semplicemente la fusione della musica da camera con il jazz. In questo caso, significa qualcosa di simile al third stream, ma senza l'aspetto orchestrale a cui tende il terzo flusso. Il jazz non è tradizionalmente considerato musica da camera. Secondo la definizione di "musica da camera", che è definita da Chamber Music America (CMA), la musica da camera è costituita da "opere per piccoli gruppi di 2-10 membri, che suonano uno per parte e generalmente si esibiscono senza direttore." Anche se il termine "jazz da camera" potrebbe non essere accettato da tutti, ci sono ancora musicisti che suonano jazz nella tradizione della musica da camera. Ci sono anche gruppi di musica da camera che suonano musica da camera in uno stile che può essere considerato "jazz".
Il musicista Ahmad Jamal ha eseguito "Chamber Music of the New Jazz", che può essere un pezzo musicale rappresentativo del jazz da camera. Negli ultimi anni, il jazz da camera viene eseguito di più e viene accettato da un pubblico più vasto.

## Musicisti di spicco legati al jazz da camera
Di seguito hanno fonti che li descrivono come musicisti che hanno eseguito jazz da camera. In alcuni casi non è chiaro se siano d'accordo con tale descrizione. Inoltre molti o la maggior parte di questi musicisti sono conosciuti principalmente per altri generi di jazz o altri generi musicali.
- Billy Childs[9]
- Eddie Daniels[10][11]
- Dave Douglas[12]
- Mark Feldman[12]
- Erik Friedlander[13]
- Jimmy Giuffre[14]
- Chico Hamilton – Uno dei primi sostenitori.[15][16]
- Mark Isham[17]
- John Kirby - perhaps the first chamber jazz musician.[4]
- Brad Mehldau[12]
- Modern Jazz Quartet[18]
- Meg Okura – È stata soprannominata "La regina del jazz da camera"[19]
- Peter Sprague[20]
- Russel Walder[21]